# Floyd Dell
Floyd Dell (* 28. Juni 1887 in Barry, Pike County, Illinois; † 23. Juli 1969 in Bethesda, Maryland) war ein US-amerikanischer Schriftsteller und Journalist. Sein sozialkritischer Realismus machte auch vor der Benachteiligung der Frauen und sexuellen Tabus nicht halt. In den 1920er Jahren zählte er zu den einflussreichsten Köpfen der im Greenwich Village von New York angesiedelten linken Szene.

## Leben und Werk
Floyd Dell wuchs im Städtchen Barry als Sohn eines von der Wirtschaftskrise gebeutelten Metzgers und einer Lehrerin in Armut auf. Von seiner Mutter ermuntert, erwärmte er sich schon als Schüler für Bücher, darunter von William Morris, Jack London und Frank Norris. Er hielt sich mehr in der Stadtbücherei als zu Hause auf. Kaum 16 Jahre alt, trat er der Sozialistischen Partei bei und schrieb Artikel. 1903 zogen die Eltern nach Davenport in Iowa, das damals knapp 40.000 Einwohner zählte. Er brach die High School ab und gefiel sich mit seinen engen Freunden George Cram Cook und Susan Glaspell (die sich später heirateten) in der Rolle von Rebellen und Bohémiens. Der großgewachsene schlanke Mann mit den langen Koteletten habe stets den Drang besessen, Extreme miteinander zu vereinbaren, schreibt Bill Knight, beispielsweise Selbstbesinnung in der Abgeschiedenheit mit öffentlichem Wirken, Persönliches mit Politik, Vorsorge mit Unbekümmertheit. Freund Eastman wird ihm später bescheinigen: „Ich kannte niemals eine vernünftigere oder zuverlässigere Person, vielfältiger klug und beweglicher in der Abstimmung sozialer und wirtschaftlicher Interessen, und ich kannte niemals einen Schriftsteller, der seine Talente vollständiger im Griff gehabt hätte.“

### Journalist und Bohémien
Nach einer Lehre in einer Süßwarenfabrik wurde Dell Reporter und Journalist. 1908 schaffte er den Sprung zur Chicago Evening Post. Der neue Redakteur förderte Autoren wie Theodore Dreiser, Sherwood Anderson oder Carl Sandburg. Als Kritiker sei Dell „furchtlos und gerecht“, hieß es 1923 im Time Magazine. 1911 holte ihn Francis Hackett als Chefredakteur zum gleichfalls in Chicago erscheinenden Wochenblatt Friday Literary Review, doch schon zwei Jahre darauf wechselte Dell nach New York, wo er rasch zu den führenden Figuren im Greenwich Village avancierte. Hier gab er, gemeinsam mit Linken wie Max Eastman, John Reed, Art Young und Robert Minor, von 1914 bis 1917 die Zeitschrift The Masses sowie von 1918 bis 1924 die Zeitschrift The Liberator heraus. Er gehörte außerdem zur Gruppe der Provincetown Players, die sozialkritische Stücke auf die Bühne brachten, etwa von Eugene O’Neill, auch von Dell selbst. In dieser Zeit ging er – nach einer Liebschaft mit der Lyrikerin Edna St. Vincent Millay – seine zweite Ehe ein (1919 mit Berta Marie Gage), die für den Rest seines Lebens halten sollte. Mit 22 hatte er die zwölf Jahre ältere Margery Currey geheiratet. Ungeachtet dieser Formalien schrieb Dell für Frauenbefreiung und Geburtenkontrolle – und gegen das Eingreifen der USA in den Ersten Weltkrieg. Eine diesbezügliche Anklage gegen ihn und etliche prominente Kollegen wurde 1919 niedergeschlagen.

### Romancier und Sozialarbeiter
Seinen „Durchbruch“ als Romancier hatte Dell 1920 mit The Moon-Calf. Die Geschichte des jungen, empfindsamen Felix Fay, der sich gegen die provinzielle Engstirnigkeit und Heuchelei auflehnt, wird gern als „Catcher In The Rye der Roaring Twenties“ bezeichnet – es wurde zum „Kultbuch“, wie man heute auch sagen würde. Es folgten etliche weniger erfolgreiche Romane. In den 1930er Jahren schwand Dells Popularität; hinzu kamen Krankheiten. Seine Überzeugungen jedoch blieben. „Dell glaubt an das Amerika von Emerson, Thoreau und Whitman, an den Sozialismus Shaws und John Ruskins, an die Reformbewegung, die Sozialistische Partei und den New Deal.“ Mit seiner Autobiographie Homecoming (1933) gibt Dell das Schreiben auf. Ab 1935 war er für den Rest seines Erwerbslebens Angestellter bei der staatlichen Works Progress Administration (WPA), der Arbeitsbeschaffungsbehörde des New Deal in Washington, D.C., daneben auch Redenschreiber für Gewerkschaftsführer. Im Ruhestand (ab 1947) verfasste er hin und wieder Artikel oder gewährte ein Interview, das die Legende seiner „verlorenen Jugend“ aufrechterhielt. William H. Roba zitiert aus Homecoming Dells Verse:
'Neath shifting sands of twice ten thousand years,

It lies, the lost Atlantis of my youth;

And this I have to show my sister spheres

A dead dream, and these lingering tribes uncouth.
Als Dell (1969) im Alter von 82 Jahren starb, war er nahezu vergessen. 35 Jahre später schreibt Linda Ben-Zvi:

„Today Floyd Dell is considered by critics to be a minor writer and is virtually unknown to the general reading public; but during the first decades of the century, it was impossible to read national newspapers, literary magazines, or book reviews without coming across his name. If anyone could be said to be the early chronicler of modernism in America and of the great migration of writers and artists from the Midwest to Greenwich Village, it was Floyd Dell.“

## Werke
- Were You Ever a Child?, Sachbuch, 1919, deutsch Warst du je ein Kind?, Leipzig 1924
- Moon-Calf (Mondkalb), Roman, 1920 (wird oft als Dells einziger Bestseller bezeichnet)
- The Briary-Bush, Roman, 1921
- King Arthur's Socks and Other Village Plays, New York 1922
- Janet March, Roman, 1923 (feministischer Blickwinkel; im damaligen Buchhandel teilweise boykottiert)
- Runaway, Roman, 1925, auch Leipzig 1926
- This mad ideal, Roman, Leipzig 1925
- Love in Greenwich Village, Roman, 1926[7]
- An Unmarried Father, Roman, 1927 (deutsch Sein Vater, der Junggeselle, Berlin 1928)
- Upton Sinclair: A Study in Social Protest, Essay, 1927
- Little Accident, Komödie, 1929, deutsch Freudiges Ereignis, Berlin 1929 (angeblich ein Brodway-Knüller, auch verfilmt)
- Love in the machine age: a psychological study of the transition from patriarchal society, London 1930
- Homecoming, Autobiographie, 1933[8]